# Сербський деспотат
Сербський деспотат (серб. Српска деспотовина) — держава, яка розташовувалася на Балканському півострові XV–XVI століттях і стала останнім сербським державним утворенням, яке увійшло до складу Османської імперії.

## Історія

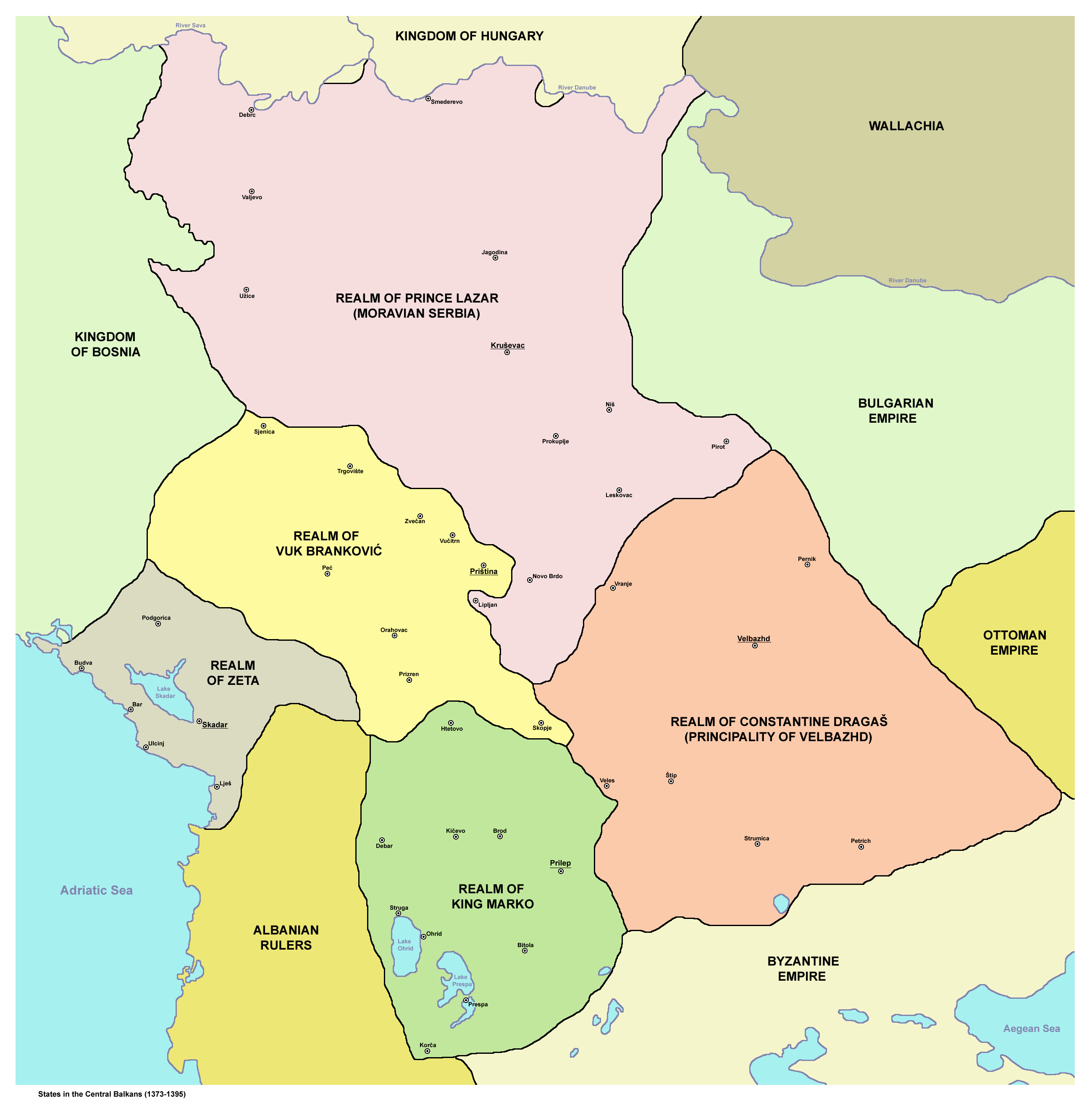
Мапа Сербської деспотовини

Стефан Лазаревич, старший син князя Лазара Хребеляновича, правив Сербією у 1389–1427 роках. У перші роки після Косовської битви його роль була скоріше другорядною, оскільки фактично країною керувала княгиня Мілиця, дружина Лазара і мати Стефана. Проте після смерті матері 1406 року Стефан Лазаревич став повноправним правителем Сербії з титулом деспота.
1414 року султан Мехмед I надав йому титул «самодержця сербів». Стефан, на думку деяких дослідників, не раз мав нагоду виправити ситуацію, що склалася внаслідок поразки на Косовому полі, але не скористався жодним із шансів: об'єктивний хід подій складався не на користь сербів, до того ж постійно заважали внутрішні чвари (Стефана з молодшим братом Буком), їх обох — з небожами Бранковичами та ін.).
Дехто вважає, що Стефанові забракло державної мудрості й уміння правильно оцінити ситуацію, що склалася тоді на Балканах. Протягом 12 років, поки тривала міжусобна боротьба синів султана Баязида за батьківський престол, Стефан щоразу опинявся на боці переможця, але так і не спромігся відновити власну державу. Як справжній вірнопідданий Стефан допомагав зійти на престол одному султанові за іншим, визнаючи зверхність кожного з них, і дотримуючись клятви, даної ще Баязидові. При цьому він навіть не намагався визволитись від османської залежності.
Стефанові Лазаревичу, щоправда, пощастило дати рідній країні нетривалий перепочинок. Зійшовши на престол і пам'ятаючи послуги Стефана, султан Магомет І подарував сербському деспотові місцевість Знеполе й місто Копріян, а також «інші області», які не називаються. Крім того, на деякий час значно послабшав режим васальної залежності. Припинилися чвари між сербськими можновладцями, у тому числі між головними конкурентами: Стефаном Лазаревичем і Джураджем Бранковичем.
Протягом восьми років (1413–1421) Сербія жила без війни — випадок унікальний для сербської історії того періоду. Країна швидко повернула собі статус багатої в матеріальному та культурному відношенні держави, впливового в регіоні політичного й військового чинника.
Коли 28 квітня 1421 року помер правитель Зети Балша III, він залишив свою область у спадок деспоту Стефану. Таким чином, територія Сербської деспотовини стала майже на третину більшою за ту, якою володів князь Лазар. У цей час Сербія становила на Балканах другу політичну, економічну та військову силу після Османської імперії. Проте стиснута між двома потужнішими агресивними сусідами — Угорщиною і османами, — позбавлена змоги проводити незалежну політику, вона незабаром стала жертвою зіткнення інтересів інших народів і держав.

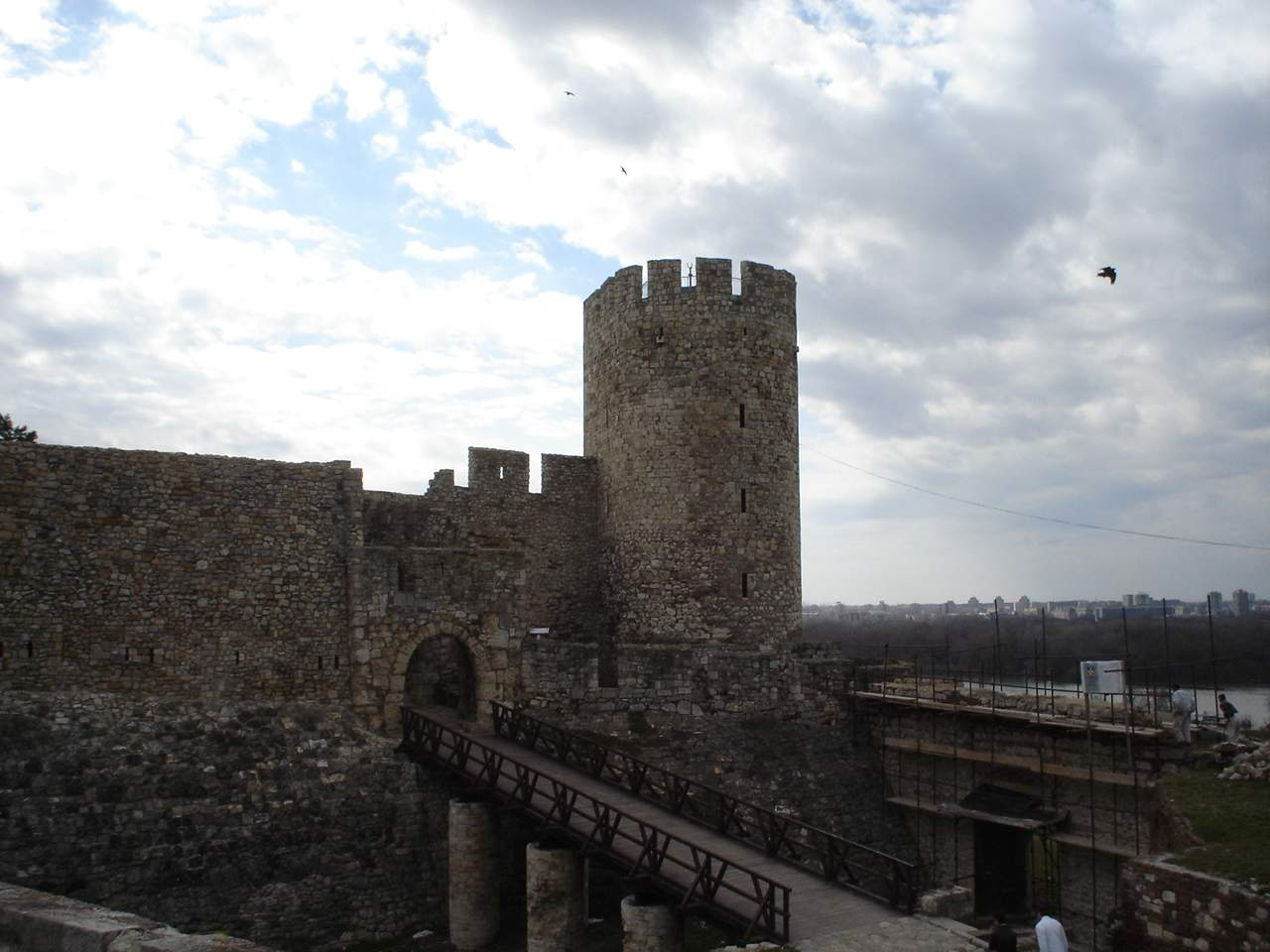
Вежа деспота Стефана Лазаревича в Белградській фортеці

Режим найбільшого сприяння, яким користувався Стефан у османів, скінчився після смерті Магомета І (1421). Османські загони знову почали нападати на сербські землі, хоча до значних воєнних дій між новим султаном і деспотом справа ще певний час не доходила.
У жовтні 1425 Мурад II, стурбований зближенням Стефана з угорським королем Сигізмундом, увійшов з військом на територію Сербії, але деспотові вдалося залагодити непорозуміння мирним шляхом.
У першій половині 20-х років XV ст. Стефанові Лазаревичу доводилося вести боротьбу відразу на кілька фронтів: Венеція намагалася встановити контроль над частиною Зети; чвари роздирали Боснію, постійно зачіпаючи Сербію; Угорщина вимагала повернення Мачви та Белграда; Османська імперія загрожувала з південного сходу.
Важливою проблемою для деспота, який не мав дітей, стало визначення спадкоємця престолу. Відчуваючи наближення смерті, Стефан у 1426 р. проголосив своїм наступником Джураджа Бранковича. Його без особливих протестів визнали учасники сербського державного Сабору в Сребрениці, а також угорський король, з яким Стефан, з огляду на зростаючу небезпеку з боку османів, домовився про підтримку та допомогу в обмін на окремі територіальні поступки.
Джурадж Бранкович — одна з найтрагічніших постатей сербського Середньовіччя. Він був деспотом Сербії у 1427–1456 роках, у надзвичайно важкий період історії для сербського народу й сербської держави. Країну охопила глибока криза. Володарі окремих сербських областей керувались у своїх діях особистими й локальними інтересами, не дбаючи про збереження й відновлення єдиної держави. Практично вся територія Сербії та Боснії перетворилася на арену міжусобиць і битв із зовнішніми ворогами. Сербія під проводом Джураджа Бранковича майже постійно воювала з Боснією за місто Сребреницю; в самій Боснії точилася громадянська війна між претендентами на престол, у якій брав участь і сербський деспот. Практично всі кроки Бранковича, спрямовані на збереження цілісності Сербії, виявились марними.
Допомога угорців у захисті Сербії від османів, про яку свого часу домовився ще Стефан Лазаревич і за яку він розплатився Белградом та Північною Мачвою, не дала значних результатів. Невдовзі після смерті короля Сигізмунда (1436) султан Мурат II захопив місто Смедерево — столицю деспотії Джураджа Бранковича. Сам він зі своєю родиною покинув країну й шукав притулку в Угорщині, а згодом у Дубровнику. У 1440 р. султан зробив спробу — цього разу невдалу — взяти штурмом Белград; у 1441 р. впало місто Нове Брдо. Коли відразу ж після цього один із сербських можновладців — Степан Вукчич — увійшов до Зети й оволодів тамтешніми землями, що перед тим належали Бранковичу, катастрофа стала невідворотною: сербська держава деспота Джураджа Бранковича практично припинила своє існування. Ці події окремі історики (В. Чорович) назвали «першим падінням Сербії».
«Перше падіння» виявилося не остаточним. Після Сегединського мирного договору між Угорщиною і Османською імперією (1444) остання, налякана створенням християнської антиосманської коаліції, повернула деспотові Бранковичу Сербію з 24 містами, серед яких були Нове Брдо, Голубац та Крушевац. Султан погодився сплатити 100 000 форинтів як відшкодування збитків і зобов'язався надавати в розпорядження угорського короля Владислава для боротьби з його ворогами загін у 25 тис. вояків. Сербія при цьому мала й надалі сплачувати султанові щорічну данину.
Наприкінці 40-х — на початку 50-х років XV ст. ситуація на Балканах різко загострюється. Сегединський мир, укладений терміном на десять років, не протримався й півроку: вже в листопаді 1444 р. відбулася битва між об'єднаним християнським військом і османами. У ній християни зазнали нищівної поразки, а король Владислав загинув. У жовтні 1448 р. сталася нова збройна сутичка між угорцями і османами, в якій також перемогли османи. Удача посміхалася османам і надалі — 29 травня 1453 р. султан Мехмед II захопив Константинополь, що означало остаточне падіння Візантійської імперії.
Наступною після Візантії на черзі виявилася держава Джураджа Бранковина, на околиці якої османи здійснили ряд нападів уже в 1454 р., жахливо їх спустошивши. П'ять років тривала боротьба між сербами і османами, в якій перші, спираючись на підтримку угорців, декілька разів здобували перемоги, але не уникли й гірких поразок. Перевага османів ставала дедалі відчутнішою. До того ж усередині сербського табору не було єдності.
Після смерті Джураджа Бранковича (24 грудня 1456) та його наступника Лазаря (20 січня 1458) в Сербії спалахнула запекла боротьба між прибічниками союзу з Угорщиною, очолюваними дружиною деспота Лазаря Оленою та його старшим братом Стефаном, і османофілами під проводом воєводи Михайла Анджеловича. Знову загострились суперечності між двома державами, населеними сербами — Сербською деспотовиною і королівством Боснія, що також ослаблювало опір османській загрозі.
Навесні 1458 року перемогу здобула антиосманська партія. Сербські можновладці домовились про необхідність об'єднання деспотовини й королівства (Сербії і Боснії) в одну державу, яке вирішили здійснити шляхом шлюбу спадкоємця боснійського престолу — королевича Стефана Томашевича і дочки деспота Лазаря й Олени — Мари. Навесні 1459-го Стефан і Мара дійсно побралися. Угорське військо відразу ж увійшло до сербської столиці Смедерево, й Стефана проголосили деспотом Сербії.
Об'єднання двох держав було безперечно позитивним кроком і мало сприяти утвердженню сербської державності, проте для тих історичних умов, за яких воно відбулося, виявилося запізнілим і уже жодним чином не рятувало ситуації. Ані кожна з держав окремо, ані обидві вони разом не мали змоги зупинити османську агресію.
У самій Сербії посідання деспотського престолу боснійським королевичем, до того ж католиком, тільки поглибило кризу, що існувала, загостривши протистояння політичних угруповань. Улітку 1459 року під Смедерево підійшло османське військо, й молодий деспот, не маючи змоги чинити опір, здав місто без бою, за що османи надали йому можливість вільно покинути країну з родиною й найближчим оточенням. Таким чином, у червні 1459-го Сербія остаточно втратила власну державність, перетворившись на частину Османської імперії. Середньовічна держава сербського народу припинила своє існування.

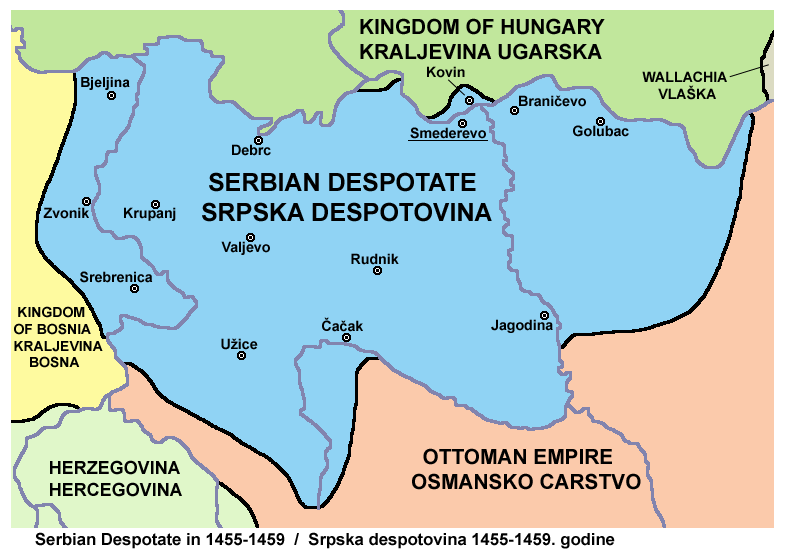